# Cinqfontaines
Cinqfontaines (Luxemburgs: Pafemillen, Duits: Fünfbrunnen) is een plaats in de gemeente Wincrange en het kanton Clervaux in Luxemburg.
Cinqfontaines telt 12 inwoners (2001).
Het plaatsje staat bekend om het nabijgelegen klooster. Dit klooster werd in 1941 gebruikt om de Luxemburgse joden tijdelijk in te huisvesten. Deze joden kwamen uit heel Luxemburg, en werden geleidelijkaan in kleinere groepjes afgevoerd naar de ghetto's en later direct naar de kampen. In juni 1942 werd de laatste groep van 11 personen naar Auschwitz gedeporteerd.
Na de oorlog werd een Amerikaans veldhospitaal in het klooster gevestigd.

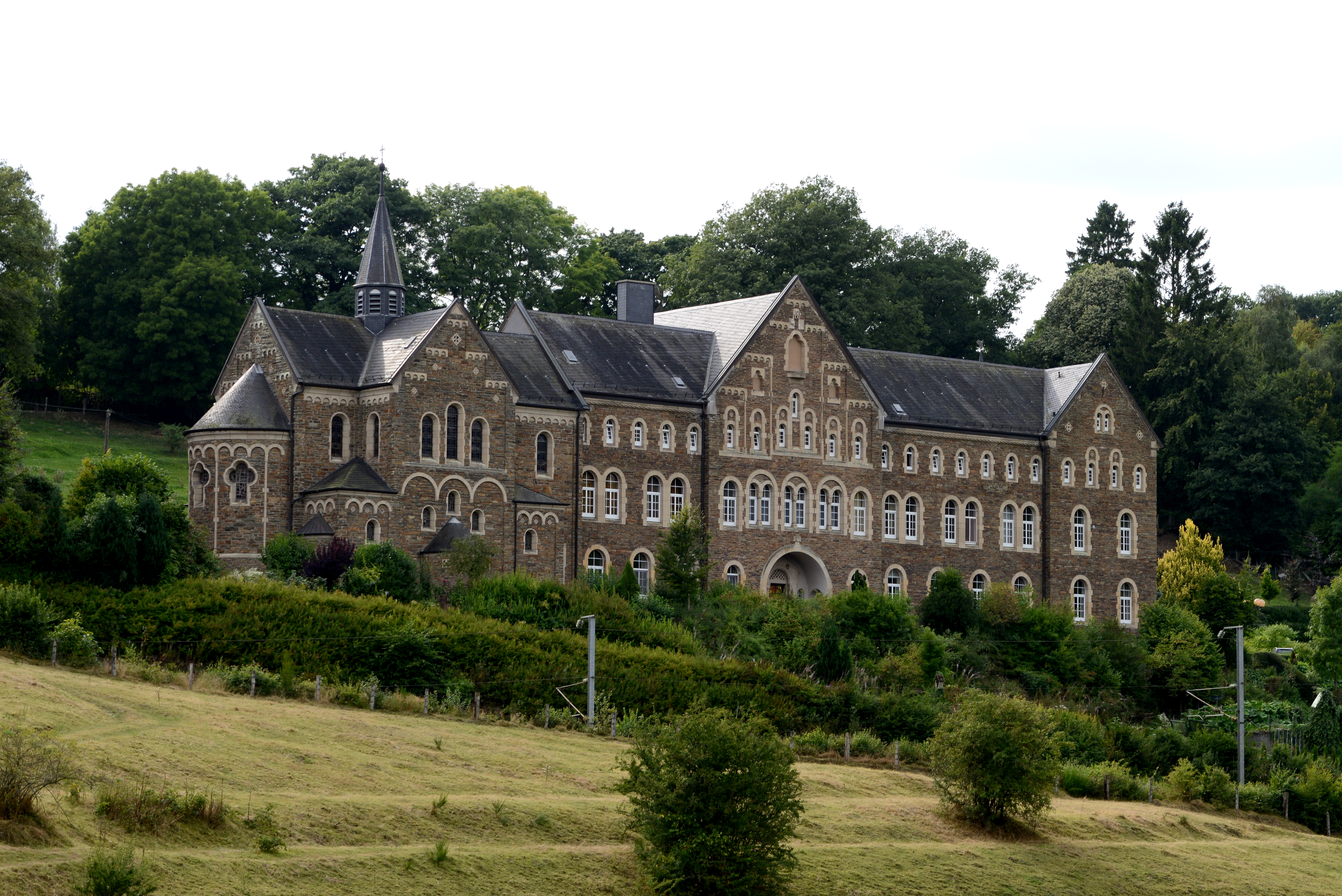
Klooster